# Jamie Redknapp
Jamie Frank Redknapp (* 25. června 1973 Barton on Sea) je bývalý anglický fotbalista. Reprezentoval Anglii v letech 1995–1999, sehrál za ni 17 zápasů a vstřelil v nich jeden gól (v přátelském utkání s Belgií v roce 1999). Získal s Anglií bronz na mistrovství Evropy roku 1996. Svoji kariéru spojil zejména s Liverpoolem, za nějž hrál v letech 1991–2002 a získal s ním v roce 2001 Superpohár. Dále hrál za AFC Bournemouth (1990–1991), Tottenham Hotspur (2002–2005) a Southampton (2005). V současnosti je sportovním expertem televize Sky Sports a deníku Daily Mail. Jeho otec Harry Redknapp je známý fotbalový trenér, jeho bratranec Frank Lampard slavný fotbalista, jeho žena Louise Redknappová je známá zpěvačka, vzali se roku 1998.